# نيني (لاعب كرة قدم مواليد 1979)
نيني (بالبرتغالية: Néné‏) هو لاعب كرة قدم برتغالي في مركز الوسط، ولد في 24 أغسطس 1979 في لشبونة في البرتغال. شارك مع منتخب الرأس الأخضر لكرة القدم. أما مع النوادي، فقد لعب مع أونياو ليريا والنادي العربي وتشايكور ريزه سبور وديبورتيفو داس أيفيس وسبورتينغ براغا ونادي أروكا ونادي براشوف ونادي بونتيفيدرا ونادي فاماليساو.

## وصلات خارجية
- نيني (لاعب كرة قدم مواليد 1979) على موقع الاتحاد الدولي (مؤرشف)  (الإنجليزية)
- نيني (لاعب كرة قدم مواليد 1979) على موقع اتحاد تركيا (لاعب) (الإنجليزية)
- نيني (لاعب كرة قدم مواليد 1979) على موقع قاعدة بيانات كرة القدم.إي يو (الإنجليزية)
- نيني (لاعب كرة قدم مواليد 1979) على موقع ناشيونال فوتبول تيمز (الإنجليزية)
- نيني (لاعب كرة قدم مواليد 1979) على موقع Soccerway.com (الإنجليزية)